# Evangelische Kirche (Helpershain)

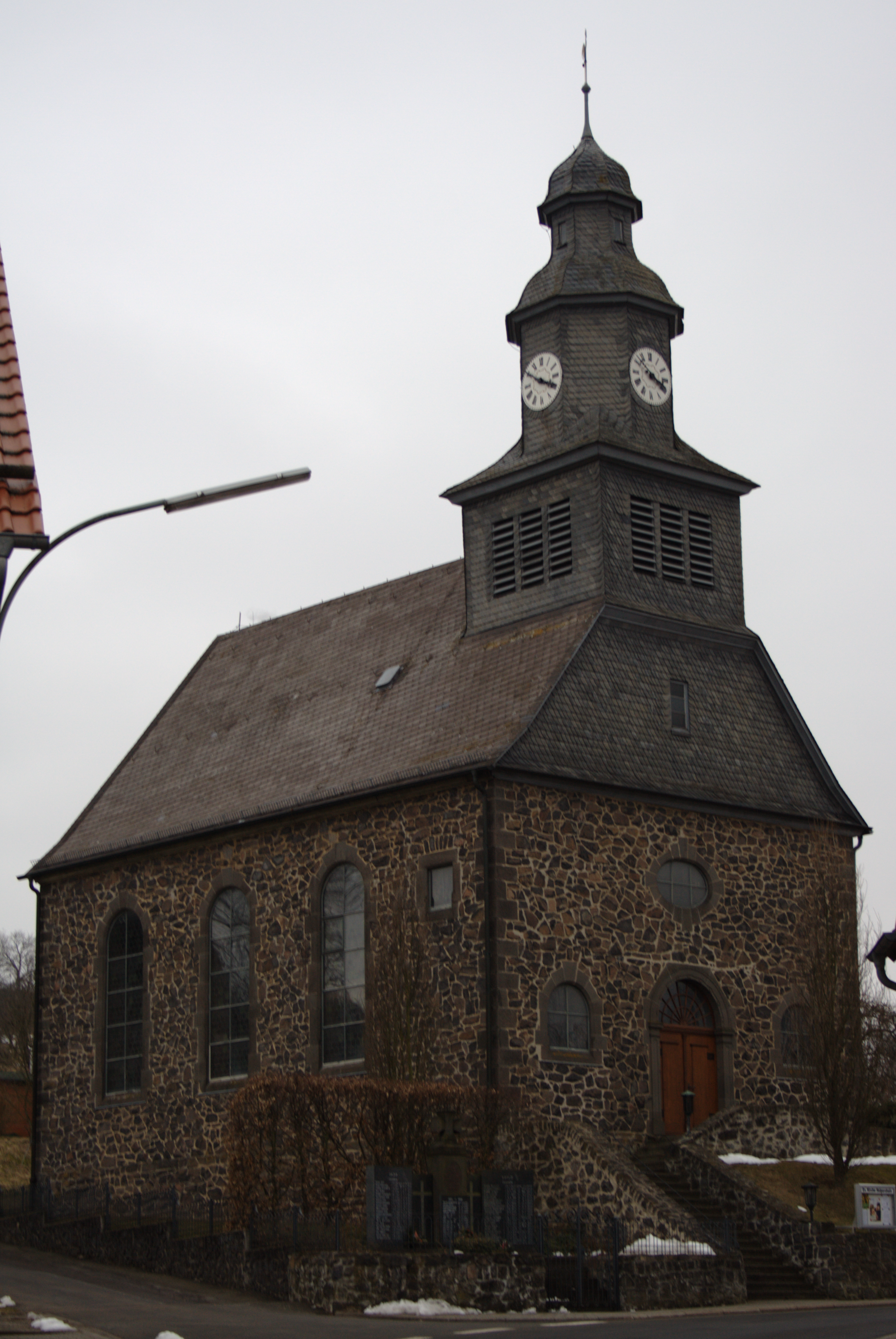
Evangelische Kirche (Helpershain)

Die evangelische Kirche Helpershain ist ein denkmalgeschütztes Kirchengebäude, das im Ortsteil Helpershain der Stadt Ulrichstein im Vogelsbergkreis (Hessen) steht. Sie ist Filialkirche der Evangelischen Kirche Stumpertenrod, die zum Dekanat Vogelsberg in der Propstei Oberhessen der Evangelischen Kirche in Hessen und Nassau gehört.

## Beschreibung
Die heutige steinsichtige Saalkirche wurde 1908/09 aus Basalt gebaut, ihre Vorgängerin wurde 1910 abgebrochen.

### Vorgängerbau
Von dem Vorgängerbau ist lediglich die Jahreszahl 1659, in der Empore eingeritzt, überliefert. Nach Ellwardt wurde in der Chronik des Helpershainer Kirchenbauvereins 1620 als Erbauungsjahr genannt. 1717 wurde demnach auch die Kirche erweitert und repariert.

### Neue Kirche
An das Kirchenschiff schließt sich im Südwesten eine halbrunde Apsis an. Aus dem Satteldach des Kirchenschiffs erhebt sich im Nordosten ein quadratischer Dachreiter mit Klangarkaden, auf dem ein achteckiger Aufsatz mit den Zifferblättern der Turmuhr sitzt, bedeckt mit einer zweifach gestaffelten Haube.